# Ронні Дейла
Ронні Дейла (норв. Ronny Deila; 21 вересня 1975, Порсгрунн, Телемарк, Норвегія) — норвезький футболіст, тренер. Провів більшу частину своєї ігрової кар'єри в норвезькому клубі Одд. Ставши тренером, вигравав Кубок Норвегії у «Стрьомсгодсет» у 2009 році та чемпіонат Норвегії у 2013 році.

## Тренерська кар'єра

### «Селтік»
Дейла був призначений головним тренером клубу шотландської прем'єр-ліги «Селтік» 6 червня 2014. Він підписав однорічний контракт з клубом, назвав своє призначення «чудовою честю» і заявив про своє бажання поставити «атакуючий, захоплюючий та видовищний футбол». Одинадцять днів потому колишній півзахисник «Селтіка» та збірної Шотландії Джон Коллінз був призначений помічником тренера. Дейла назвав Коллінза «першокласним тренером» і заявив, що у нього «є ідеї, які дуже схожі на мої, тому я впевнений, що він стане чудовим доповненням до моєї команди».
Першим офіційним матчем Дейли як головний тренер «Селтіка» став кваліфікаційний матч Ліги чемпіонів проти клубу «Рейк'явік» 15 липня 2014 року, який закінчився перемогою шотландського клубу з рахунком 1:0. Другий матч завершився з рахунком 4:0 на користь «Селтіка». У наступному відбірному раунді «Селтік» програв варшавській "Легії" з рахунком 6:1 за підсумком двох матчів. Однак з'ясувалося, що «Легія» виставила на другий матч гравця, який не був заявлений для участі в Лізі чемпіонів. УЄФА покарав польський клуб, присудивши перемогу «Селтіку» з рахунком 3:0, що забезпечило шотландському клубу прохід до наступного раунду. У наступному відбірному раунді «Селтік» програв «Марібору» і продовжив участь вже в Лізі Європи.
13 серпня Ронні Дейла виграв свій перший матч у шотландській прем'єр-лізі, перемігши «Сент-Джонстон» з рахунком 3:0. У другому матчі Дейли в лізі та в його першій грі на домашньому для клубу стадіоні «Селтік» розгромив «Данді Юнайтед» з рахунком 6:1.
Попри хороший старт, «Селтік» показував непереконливі результати на ранніх стадіях чемпіонату, але по ходу сезону став грати краще і вийшов з групи в Лізі Європи. Внаслідок прогресу в результатах Дейла отримав нагороду «Тренер місяця» у листопаді. До лютого 2015 року «Селтік» виграв 15 з 17 останніх матчів у чемпіонаті та переміг «Рейнджерс» з рахунком 2:0 у півфіналі Кубка шотландської ліги. У чемпіонаті «Селтік» 1 березня обіграв «Абердін», що йде на другому місці, з рахунком 4:0 і відірвався на шість очок, маючи гру в запасі. Це була восьма поспіль перемога «Селтіка» у чемпіонаті, і такий поворот у формі клубу змусив колишніх критиків Дейла переглянути свою думку про нього. Колишній нападник «Селтіка» Джон Хартсон у жовтні назвав Дейлу тим, хто «мало розуміється на футболі», але чотири місяці потому заявив, що Дейла «переломив ситуацію», похваливши команду за «блискучий футбол».
Дейла виграв свій перший трофей у «Селтіку» 15 березня. У фіналі Кубка Ліги «Селтік» переміг «Данді Юнайтед» з рахунком 2:0.
«Селтік» виграв шотландську прем'єр-лігу 2 травня 2015 року за три гри до кінця сезону..
У серпні 2015 року «Селтік» не зміг вийти в плей-офф Ліги чемпіонів УЄФА, програвши клубу «Мальме», і знову потрапивши до Ліги Європи. У листопаді «Селтік» вибув з подальшого розіграшу Ліги Європи, посівши останнє місце у своїй групі.
17 квітня 2016 року «Селтік» програв «Рейнджерс» у півфіналі Кубка Шотландії по пенальті. Через три дні після поразки Дейла оголосив, що піде у відставку наприкінці сезону.
«Селтік» завоював титул чемпіона Шотландії 8 травня 2016 року.

### «Волеренга»
13 липня 2016 року Дейла підписав чотирирічний контракт з норвезьким клубом «Волеренга». Більшу частину першого сезону Дейли «Волеренга» знаходилася трохи вище за зону вильоту. Його попередник, К'єтіль Рекдаль, назвав сезон команди «провальним» і висловив побоювання, що команда може вилетіти в інший дивізіон. Футбольний аналітик та колишній гравець Бернт Хульскер назвав команду «надзвичайно слабкою». У підсумку команда посіла восьме місце, що було набагато нижче за завдання, яке Дейла ставив перед собою на початку сезону — місце в першій трійці.
У другому сезоні Дейли «Волеренга» продовжувала виступати невдало, і наприкінці жовтня 2018 року команда здобула лише одну перемогу в семи матчах і опинилася на восьмому місці. Дейла зізнався, що задумався про своє становище у клубі, заявивши: «Я збираюся взяти час і поміркувати над цим. Щось пішло зовсім не так». Перемога над «Ранхеймом» в останньому матчі сезону дозволила клубу фінішувати на шостому місці.

### «Нью-Йорк Сіті»
6 січня 2020 Дейла був призначений головним тренером клубу MLS «Нью-Йорк Сіті», підписавши трирічний контракт. Під його керівництвом клуб у сезоні 2021 став чемпіоном американської ліги, обігравши в матчі за Кубок MLS «Портленд Тімберс» по пенальті.

### «Стандард Льєж»
13 червня 2022 Дейла залишив «Нью-Йорк Сіті», щоб очолити клуб чемпіонату Бельгії «Стандард Льєж». У своїй першій грі 22 липня команда забила наприкінці матчу, зрівнявши рахунок і зігравши внічию 2:2 вдома з «Гентом», залишившись удесятьох після того, як на 15-й хвилині був вилучений Александро Калут.
У травні 2023 року, за два матчі до кінця сезону, він офіційно покинув клуб і перейшов до «Брюгге».

### «Брюгге»
25 травня 2023 року його офіційно представили як тренера клубу «Брюгге» з сезону 2023-24 років. Він підписав 3-річний контракт.

## Нагороди

### Як гравець
Одд
- Кубок Норвегії (1): 2000

### Як тренер
Стрьомсгодсет
- Кубок Норвегії (1): 2010
- Чемпіон Норвегії (1): 2013

Селтік
- Чемпіон Шотландії (2): 2014/15, 2015/16
- Кубок шотландської ліги (1): 2014/15

Нью-Йорк Сіті
- Чемпіон MLS (володар Кубку MLS): 2021